# Esymus sicardi
Esymus sicardi är en skalbaggsart som beskrevs av Edmund Reitter 1892. Esymus sicardi ingår i släktet Esymus och familjen Aphodiidae. Inga underarter finns listade i Catalogue of Life.